# Pleurodeles nebulosus
Pleurodeles nebulosus é uma espécie de anfíbio caudado pertencente à família Salamandridae. Pode ser encontrada na Argélia e na Tunísia.